# Lydia Millet
Lydia Millet (Boston, 5 dicembre 1968) è una scrittrice statunitense.

## Biografia
Dopo aver completato gli studi universitari a Toronto e nella Carolina del Nord, nel 2010 Lydia Millet è stata tra i finalisti per il Premio Pulitzer per la narrativa con Love in Infant Monkeys mentre due anni più tardi, grazie al romanzo Ghost Lights, è apparsa nelle liste dei migliori libri dell'anno stilate da New York Times e San Francisco Chronicle. Nel 2012 la scrittrice è stata finalista con Magnificence del Los Angeles Times Book Prize, nel 2019 è stata riconosciuta dall'American Academy of Arts and Letters per Fight No More e nel 2020 è stata selezionata per il National Book Award per la narrativa con A Children's Bible.

## Opere
- (EN) Omnivores, Algonquin Books, 1996, ISBN 9781565120891.
- (EN) George Bush, Dark Prince of Love: A Presidential Romance, Simon & Schuster, 2000, ISBN 9780684862743.
- (EN) My Happy Life, Henry Holt and Company, ISBN 9781933368764.
- (EN) Oh Pure and Radiant Heart, Soft Skull Press, ISBN 9780434015573.
- (EN) Everyone's Pretty: A Novel, Soft Skull Press, 2005, ISBN 9781932360776.
- (EN) How the Dead Dream, Counterpoint, 25 gennaio 2008, ISBN 9780156035460.
- (EN) Love in Infant Monkeys, Soft Skull Press, 2009, ISBN 9781593762520.
- (EN) Ghost Lights, W. W. Norton & Company, 2011, ISBN 9780393081718.
- (EN) Magnificence, W. W. Norton & Company, 2013, ISBN 9780393346855.
- (EN) Mermaids in Paradise, W. W. Norton & Company, 2015, ISBN 9780393245622.
- (EN) Sweet Lamb of Heaven, W. W. Norton & Company, 2016, ISBN 9780393354188.
- (EN) Fight No More, W. W. Norton & Company, 2018, ISBN 9780393357042.
- (EN) A Children's Bible, W. W. Norton & Company, ISBN 9781324005032.